# Yelena Ubiyvovk
Yelena Ubiyvovk (em russo:  Елена Убийвовк; Poltava, 22 de novembro de 1918 – Poltava, 26 de maio de 1942) foi uma partidária e líder de uma célula do Komsomol durante a Segunda Guerra Mundial. Ela foi postumamente declarada Heroína da União Soviética em 8 de maio de 1965, mais de vinte anos depois de sua morte.

## Vida civil
Ubiyvovk nasceu em 22 de novembro de 1918 em uma família ucraniana em Poltava; o pai dela era médico. Em 1937 ela se formou na escola secundária com honras. Ela então se matriculou no departamento de astronomia da Universidade de Kharkov, que completou em 1941.

## Atividades partidárias
Em novembro de 1941, Ubiyvovk fundou uma célula de resistência secreta do Komsomol que veio a ser apelidada de "As Mulheres Invictas de Poltav". Inicialmente o grupo consistia em apenas nove membros mais ela mesma, mas eventualmente conseguiram recrutar mais pessoas até que os membros do grupo chegassem a vinte pessoas, além de Ubiyvovk e um correspondente do jornal Krasnaya Zvezda, o capitão Sergey Sapigo. Inicialmente, o grupo começou a fornecer roupas civis e de alimentos para prisioneiros de guerra soviéticos perto de um hospital onde um deles trabalhava, mas depois de receber dois rádios de um destacamento partidário escondido na floresta de Dikan eles também começaram a fornecer informações transcritas dos podcasts. Nos seis meses de existência do grupo, espalharam 2.000 panfletos "antieixo", ajudaram 18 fugitivos soviéticos de prisioneiros de guerra, roubaram armas de depósitos alemães, incendiaram um escritório com registros e listas de pessoas programadas para serem exiladas em trabalho forçado, e ajudou outras cidades a estabelecer movimentos de resistência. Em uma ocasião, os partidários sabotaram equipamentos em uma instalação de reparo de tanques, fazendo com que os tanques reparados ali quebrassem assim que fossem colocados de volta ao serviço; Eles também destruíram um motor.
Eventualmente, a unidade começou a produzir plantas para entrar em comunicação com o Exército Vermelho e realizar missões de reconhecimento, mas um agente viajando para enviar um relatório ao Exército Vermelho detalhando suas atividades e as informações que poderiam fornecer se pudessem se comunicar regularmente foi capturado. O agente foi torturado e acabou traindo os membros do grupo, identificando Ubiyvovk e Sapigo como indivíduos de interesse. Logo todos os membros da resistência foram presos e interrogados durante um período de três semanas antes que todos fossem mortos em 26 de maio de 1942. Ubiyvovk havia sido torturado e interrogado vinte e seis vezes antes de sua execução e enviou cartas pedindo veneno para que ela pudesse se matar. se necessário. Ela foi postumamente declarada Heroína da União Soviética em 8 de maio de 1965 por decreto do Soviete Supremo.